# Cinema da Arábia Saudita
O cinema da Arábia Saudita é uma nova indústria florescente que começou em 2018 quando o cinema foi oficialmente autorizado a abrir em nível comercial.
Existem muitos cinemas no KSA, mas eles estão situados apenas nas principais cidades como Khobar, Riade e Jidá e assim por diante. Não havia cinemas na Arábia Saudita de 1983 a 2018, embora ocasionalmente se falasse em abrir cinemas, e em 2008 fossem alugadas salas de conferências para mostrar a comédia Mennahi. Os sauditas que desejam assistir a filmes o fazem via satélite, DVD ou vídeo.
Em 2018, como parte da iniciativa Saudi Vision 2030, e para alcançar a meta do Programa de Qualidade de Vida, a Arábia Saudita começou a autorizar a construção de novos cinemas pela primeira vez em 35 anos. até a abertura do primeiro cinema na Arábia Saudita, em 18 de abril de 2018, em Riade. A AMC Theatres planeja abrir até 40 cinemas em cerca de 15 cidades sauditas nos próximos cinco anos. Em janeiro de 2019, o primeiro cinema foi inaugurado em Jidá, capital comercial da Arábia Saudita.
Keif al-Hal?, lançado em 2006, foi anunciado como o primeiro filme da Arábia Saudita; no entanto, foi filmado nos Emirados Árabes Unidos e a mulher principal foi interpretada por uma jordaniana. O filme de 2012 O Sonho de Wadjda teve um elenco totalmente saudita e foi o primeiro longa-metragem inteiramente filmado na Arábia Saudita. O filme Barakah yoqabil Barakah, do diretor Mahmoud Sabbagh, foi filmado em Jidá em 2015, estreou o 66º Festival Internacional de Cinema de Berlim, tornando-o o primeiro longa-metragem saudita a participar do festival. Sameera Aziz é o primeiro cineasta saudita no cinema indiano (Bollywood).

## Filmes
Keif al-Hal? desencadeou um debate sobre a posição do país em cinemas e filmes. O curta-metragem documentário dirigido por Abdullah Al-Eyaf, chamado Cinema 500 km, discutiu a questão da proibição de salas de cinema e o filme forçou a mídia a abordar a questão e discuti-la. Wadjda foi selecionada como a entrada da Arábia Saudita no melhor filme de língua estrangeira no Oscar 2014 - Na primeira vez em que o país se inscreveu nos Oscars, mas não foi indicado. Ele ganhou uma indicação para Melhor Filme Estrangeiro no BAFTA Awards 2014.
Barakah yoqabil Barakah foi o primeiro longa-metragem da Arábia Saudita a participar do Festival Internacional de Cinema de Berlim; ganhou um prêmio do júri no festival.

## Cinemas
Na década de 1970, havia muitos cinemas na Arábia Saudita e eles não eram considerados anti-islâmicos, embora fossem vistos como contrários às normas culturais árabes.
Na década de 1980, havia algumas salas de cinema improvisadas na Arábia Saudita, a maioria em Jidá e Meca, onde filmes egípcios, indianos e turcos eram exibidos sem a intervenção do governo. No entanto, todos esses salões foram fechados devido às crescentes objeções dos conservadores religiosos durante o movimento de reavivamento islâmico na década de 1980. Como resposta política ao aumento do ativismo islâmico, incluindo a apreensão da Grande Mesquita de Meca em 1979, o governo fechou todos os cinemas e teatros.
Durante a proibição do cinema, o único teatro público na Arábia Saudita era um único cinema IMAX localizado em Khobar no Centro de Ciência e Tecnologia Sultan Bin Abdulaziz. O cinema IMAX, em operação desde 2005, mostra apenas filmes educacionais. Os documentários são principalmente produções dos Estados Unidos exibidas em árabe, com fones de ouvido em inglês disponíveis.
Em novembro de 2005, um cinema de 1.400 lugares foi aberto em um hotel em Riad por tempo limitado. O cinema era aberto apenas para mulheres e crianças e exibia desenhos estrangeiros dublados em árabe. Após as exibições públicas, a proibição do cinema foi posta em causa à medida que a demanda por cinemas na Arábia Saudita aumentou.
Em 11 de dezembro de 2017, como parte da iniciativa Saudi Vision 2030, o Ministro da Cultura e Informação da Arábia Saudita anunciou que os cinemas públicos seriam permitidos em 2018. O governo espera que até 2030, a Arábia Saudita já tenha mais de 300 cinemas com mais de 2.000 telas de cinema. A primeira exibição pública de filmes foi no filme Pantera Negra, a partir de 18 de abril de 2018, durante cinco dias, em um cinema com 620 lugares de propriedade da AMC Theatres no distrito financeiro King Abdullah de Riyadh, que originalmente se destinava a ser um salão sinfônico. Vingadores: Guerra Infinita começou a ser exibida no reino em 26 de abril. Em maio de 2018, foi anunciado que o IMAX havia assinado um acordo com a VOX Cinemas para abrir pelo menos quatro salas de cinema IMAX após o levantamento da proibição do cinema. Na época, também foi anunciado que a VOX Cinemas pretende abrir 600 telas na Arábia Saudita nos próximos cinco anos. Além do custo do investimento, a Vox Cinemas anunciou que investiria US $ 533 milhões. Em janeiro de 2019, cinemas oficialmente públicos foram abertos na cidade de Jeddah. “Até 2030, a Arábia Saudita deve hospedar 2.600 telas de cinema que entreterão sua crescente população", disse Martin Berlin, sócio do Oriente Médio e líder global de negócios imobiliários da PwC Oriente Médio."
Cinépolis iniciou o processo de abertura de vários cinemas na Arábia Saudita. Isso incluirá a introdução de 63 telas para Dammam, Jazan, Jeddah, Riyadh e Najran.

## Locadora de vídeo
As locadoras de vídeo começaram a aparecer na década de 1980 e ofereciam filmes em árabe, ocidental e asiático. No final dos anos 90, o crescente número de canais de TV via satélite gratuitos levou a maioria das locadoras de vídeo a fechar.

## Filmes sauditas
Um pequeno número de filmes foi filmado na Arábia Saudita com um elenco saudita desde o início dos anos 2000. No entanto, devido à falta de cinemas na Arábia Saudita antes de abril de 2018, os listados não foram exibidos na própria Arábia Saudita. Os notáveis filmes sauditas incluem:
- Dhilal al Sammt (Shadow of Silence; 2004)
- Cinema 500 km (2006)
- Keif al-Hal? (2006)
- Women without Shadows (Nisaa Bil Thil; 2006)
- I Don' Wanna (2008)
- Shadow (2008)
- Three Men and a Woman (2008)
- According to Local Time (2008)
- Sunrise/Sunset (2008)
- Last Day (2008)
- Project (2008)
- Wadjda (2013)
- 11 AM (2016)
- Barakah Meets Barakah (2016)
- The Great Muse (2016)
- The Physical Properties of Coffee (2017)
- Jeddah Vlog (2017)
- Sa'diya Left Sultan (2017)
- The Bliss Of Being No One (2016)
- Coexistence (2018)
- Erase (2018)
- Roll'em (2019)

## Filmes filmados na Arábia Saudita
- Le Schiave Esistono Ancora (Italiano; 1964)
- Malcolm X (Americano; 1992) - o primeiro documentário a receber permissão para filmar em Meca
- Le Grand Voyage (Francês; 2004) - partly filmed in Mecca
- Exile Family Movie (Austríaco; 2006)
- Keif al-Hal? (2006)
- The Kingdom ( 2007 )
- Gaddama (Malaiala; 2011)
- Wadjda (Saudita-alemão; 2013)
- Barakah Yoqabil Barakah (Saudita; 2016)
- A Hologram for the King (Inglês; 2016)
- The Great Muse (Saudita; 2016)
- The Physical Properties of Coffee (Saudita; 2017)
- Jeddah Vlog (Saudita; 2017)
- Sa'diya Left Sultan (Saudita; 2017)
- The Bliss Of Being No One (Saudita; 2016)
- Joud (Saudita; 2018)

## Diretores sauditas
- Abdullah Al-Muheisen
- Sameera Aziz
- Musab Alamri
- Mohammad Makki
- Abdullah Al-Eyaf
- Haifaa al-Mansour
- Mohamed Al Salman
- Yousef Linjawi
- Mohammad Aldhahri
- Mohammad Al Khalif
- Abdulmuhsin Almutairi
- Hussam Alhulwah
- Mohammed Alhamoud
- Abdulmohsen Al-Dhabaan
- Nawaf Almuhanna
- Mohammed Salman
- Abdullah Abuljadail
- Mohammed Albash
- Mosa Althounian
- Mohana Abdullah
- Abdulrahman Khawj
- Mahmoud Sabbagh
- Gigi Hozimah
- Abdulmuhsen Alquseer
- Bakr Alduhaim
- Bader Alhomoud

## Atores sauditas
- Hisham Fageeh
- Ahd Kamel
- Fatima Al-Banawi
- Hind Mohammed
- Hisham Abdulrahman
- Abdullah Al-Sarhan
- Nasir Al-Gasabi
- Habib Al-Habib
- Yusof Al-Jarrah
- Mohammed Baksh
- Mushari Hilal
- Reem Abdullah
- Ahmed Khalil
- Abdullah Alsadhan